# Deutsche Meisterschaften im Biathlon 2025
Die Deutschen Meisterschaften im Biathlon 2025 finden vom 5. bis zum 7. September im Hohenzollern Skistadion am Arber auf dem Gemeindegebiet von Bayerisch Eisenstein statt.
Das Programm umfasst wie in den Vorjahren einen verkürzten Einzelwettbewerb, Sprint und Verfolgung. Beim Einzel wird dabei erstmals pro Fehler anstatt der üblichen 45 Strafsekunden eine Strafrunde gelaufen.

## Zeitplan
| Datum              | Männer    | Männer               | Frauen    | Frauen             |
| ------------------ | --------- | -------------------- | --------- | ------------------ |
| 5. September (Fr.) | 11:00 Uhr | Einzel (15 km)       | 14:00 Uhr | Einzel (12,5 km)   |
| 6. September (Sa.) | 11:00 Uhr | Sprint (10 km)       | 14:00 Uhr | Sprint (7,5 km)    |
| 7. September (So.) | 11:00 Uhr | Verfolgung (12,5 km) | 13:30 Uhr | Verfolgung (10 km) |